# Шимановка
Шима́новка (укр. Шиманівка) — село на Украине, находится в Тепликском районе Винницкой области.
Код КОАТУУ — 0523788001. Население по переписи 2001 года составляет 530 человек. Почтовый индекс — 23822. Телефонный код — 4353.
Занимает площадь 0,199 км².

## Адрес местного совета
23822, Винницкая область, Теплицкий р-н, с. Шимановка, ул. 1 Мая, 1